# Bristol 411
La 411 è un'autovettura prodotta dalla Bristol dal 1969 al 1976.

## Storia
È stata la quinta vettura Bristol ad aver installato un motore Chrysler V8. Con la 411, la Bristol, per la prima volta dall'introduzione della 407, fece dei cambiamenti al motore installato. Sebbene la 411 usasse ancora un propulsore Chrysler V8, il vecchio motore A-type della casa automobilistica statunitense fu tolto dall'offerta,  venendo sostituito dal più grande propulsore V8 Chrysler big-block B-type da 6.227 cm³ di cilindrata. L'aumento di quest'ultima portò all'erogazione di una potenza superiore (circa il 30% in più di quella sviluppata dal motore della 410). La 411 poteva raggiungere una velocità massima di 230 km/h. La vettura, a causa della potenza superiore erogata dal motore, era dotata di un differenziale a scorrimento limitato, che era più adatto alle alte velocità. Il motore era montato anteriormente, mentre la trazione era posteriore. L'unico cambio era automatico a tre rapporti.
Anche gli interni furono cambiati. Ad esempio, il tradizionale volante Blümel a due razze fu sostituito da un più pratico volante a tre razze rivestito in pelle.
Nel periodo in cui fu prodotta, la 411 è stata oggetto di diversi cambiamenti, nell'occasione dei quali vennero lanciate delle serie vere e proprie. La Serie 2 del 1971 fu caratterizzata da nuove sospensioni autolivellanti e da un odometro con scala metrica, mentre la Serie 3, lanciata l'anno seguente, aveva un motore con rapporto di compressione più basso ed una linea rivista. La Serie 3 fu invece la prima Bristol ad avere installato quattro fanali anteriori. Inoltre, venne montato un alternatore più grande. Nella Serie 4 il rapporto di compressione fu diminuito nuovamente (da 9,5:1 a 8,2:1), anche se ciò fu compensato dall'uso di un motore dalla cilindrata più alta (6.556 cm³). La Serie 5, prodotta dal 1975 al 1976, fu la prima Bristol ad avere installato le cinture di sicurezza con pretensionatore.